# (6838) Okuda
(6838) Okuda (1995 UD9) – planetoida z pasa głównego asteroid okrążająca Słońce w ciągu 4,32 lat w średniej odległości 2,65 j.a. Odkryta 30 października 1995 roku.